# Les Sis Fonts
Les Sis Fonts és una obra d'Aiguamúrcia (Alt Camp) inclosa a l'Inventari del Patrimoni Arquitectònic de Catalunya.

## Descripció
La font actual està situada enmig de l'arbreda de Santes Creus. El cos és de pedra tallada i segueix una composició simètrica, amb una part central rectangular avançada d'on surten les sis canelles de bronze. L'aigua és recollida per una pica formada per tres motllures que es perllonguen i ressegueixen el cos de la font. La simplicitat de línies del conjunt es veu realçada, a més de per les motllures, per un trencament curvilini dels extrems superiors del rectangle, en forma de quart de circumferència.

## Història
Les sis fonts recollien el caudal d'una antiga seu situada a l'arbreda de Santes Creus, a prop del riu i lloc tradicional d'esbarjo familiar. Les dificultats d'evacuació de les aigües van fer necessar canvi en el seu emplaçament. Les obres van ser realitzades l'any 1957.